# الروضة (دمياط)
مدينة الروضة هي مدينة تقع في مركز فارسكور التابع لمحافظة دمياط بجمهورية مصر العربية، كان اسمها قديمًا «عزبة الحاجة»، ثم
تحولت إلي مدينة باسم الروضة سنة 1990م، ويبلغ عدد سكان مدينة الروضة 25,218 نسمة، ويعمل غالبية السكان بالزراعة بالإضافة إلي صيد الأسماك والأعمال التجارية والصناعات الحرفية، ومن أشهر أبنائها ضياء الدين داوود وزير وسياسي سابق.